# San Giuliano (Francia)
San Giuliano o San Giuliano di Campoloro (in francese San-Giuliano, in corso San Ghjulianu di Campulori) è un comune francese di 613 abitanti situato nel dipartimento dell'Alta Corsica nella regione della Corsica.

## Geografia fisica

### Territorio
A San Giuliano si trova il faro di Alistro.

## Società

### Evoluzione demografica
Abitanti censiti